# ريتشارد كيركهام
ريتشارد كيركهام (بالإنجليزية: Richard Kirkham)‏ هو فيلسوف أمريكي، ولد في 18 يونيو 1955.